# 辺法寺 (亀山市)
辺法寺（へんぼうじ）は、三重県亀山市にある、高野山真言宗の寺院。
隠れ寺霊場縁日巡礼の霊場札所。

## 歴史
寺伝によると、延暦15年（796年）弘法大師が伊勢神宮へ参拝の途中、この地で不動明王を刻み、寺名を辺法寺と名づけた。その後同名の村が周囲に形成され、諸堂宇を建て増していったとされている。
建久年間（1190年 - 1199年）藤原景清がこの地に住んでいたとき、不動明王を信仰し、寺を復興したといわれている。その後江戸時代になり、本多俊次はじめ歴代亀山藩主の、不動明王への信仰厚く、幾度か修復を行い諸堂宇は守られてきており、現在は辺法寺町の祈願寺として、地域住民の信仰を集めている。

## 境内
鐘楼の梵鐘は、享保4年（1719年）津藩の鋳物師、辻但馬藤原直種の作、法印朝雄の代に、辺法町の鐘鋳場で鋳造された市内最古の梵鐘とされている。鋳物師辻直種は、辻家の祖家種（1541年 - 1615年）の子、吉種の孫で津の鋳物師辻二家（但馬家、越後家）のうち、但馬系の鋳造家であるとされている。

## 文化財

### 亀山市指定文化財
- 木造不動明王坐像（1駆）　昭和31年（1956年）5月28日指定[1]

江戸時代の作
- 梵鐘（1口）　昭和63年（1988年）6月30日指定[1]

江戸時代の作

## 年中行事
- 2月3日　厄除節分会
- 3月15日　釈尊涅槃会
- 3月・9月　春秋彼岸会
- 3月21日　弘法大師御影供
- 4月8日　釈迦誕生会（花祭）
- 8月16日　お盆施餓鬼会
- 12月31日　除夜護摩祈祷

## アクセス
- JR亀山駅より三重交通バス辺法寺下車徒歩10分
- 東名阪自動車道 亀山インターチェンジより、国道1号、三重県道302号亀山停車場石水渓線経由して約8.5km